# Orage (torpilleur)
Pour les articles homonymes, voir Orage (homonymie).
L’Orage, sixième navire français à porter ce nom, est un torpilleur français de la classe Bourrasque. Il a été construit en 1923 aux chantiers navals de Blainville à Caen et fut coulé le 23 mai 1940 devant Boulogne-sur-Mer à la suite des bombardements de Luftwaffe en participant à l'opération Dynamo.

## Histoire
Par le marché 607C du 21 février 1923, la construction du quatrième torpilleur de classe Bourrasque est attribuée aux Chantiers Navals Français (CNF) installés à Caen.
Il fut lancé en août 1924. Il fit ses essais de février à juin 1926. Il quitte Cherbourg, le 9 novembre 1926 pour être affecté à Brest à la division navale de la Manche et de la mer du Nord.
En 1932, il est affecté à la Deuxième Escadre.
En juin 1937, il est envoyé avec le contre-torpilleur L'Audacieux en Espagne à La Pallice pour surveiller les mouvements de torpilleurs espagnols.

## L’Oragebombardé et coulé durant la bataille de France
Il est détaché à la 4e division de torpilleurs à Brest.
Le 20 mai 1940, l’Orage est rattaché aux forces maritimes du Nord commandées par l'amiral Abrial. Le matin du 23 mai, appartenant à la 3e flottille, l’Orage appareille de Cherbourg pour Dunkerque, où il doit transporter des approvisionnements et collaborer à l'évacuation des armées du Nord. Apprenant par la TSF que Boulogne est attaqué par de puissantes colonnes motorisées, son commandant, le capitaine de corvette Roger Viénot de Vaublanc décide de modifier sa route pour venir prêter main-forte aux torpilleurs Cyclone, Fougueux, Frondeur et Bourrasque déjà engagés dans la bataille en se mettant sous les ordres du capitaine de vaisseau Urvoy de Portzamparc, commandant la 2e flottille.
Vers 17 heures, il chasse le dernier poste dans ligne de file, dans les eaux du Frondeur. Douze ou quinze avions ennemis se concentrent sur lui et piquent presque à sa verticale. En quelques secondes quatre bombes atteignent sa passerelle et une cinquième éclate à la mer contre la coque provoquant alors une large brèche occasionnant une importante voie d'eau.
Le feu atteint rapidement les soutes à mazout et la chaufferie avant. Les munitions du parc explosent projetant de multiples débris. La passerelle s'effondre en partie.
Le commandant qui souffre de plusieurs blessures ordonne l'évacuation du bâtiment. Celle-ci se fait en bon ordre.
Le commandant n'ayant pas sa ceinture de sauvetage, le quartier-maître infirmier insiste pour qu'il prenne la sienne, mais il refuse et la donne à un marin.
La Bourrasque s'approche et tente de l'accoster, mais vu le danger d'explosion, s'écarte. 
C'est le chasseur 42 qui réussit à embarquer les 67 survivants. Quand tout le monde est transbordé, les officiers demandent au commandant de quitter le bâtiment, mais celui-ci refuse. Il faut que le commandant de flottille donne l'ordre aux officiers de l'emmener de force.
Ce fait lui vaut une citation à l'ordre de l'Armée de mer: « Après un service intensif de surveillance et de patrouille pendant les premiers mois de la guerre a finalement été détruit le 23 mai devant Boulogne à la suite d'une série d'attaques en piqué de douze bombardiers ennemis et malgré la belle réaction et le mordant de son équipage brillamment commandé par le capitaine de corvette Viénot de Vaublanc (RVM) qui quoique blessé dès le début de l'action a conduit lui-même son personnel jusqu'à l'évacuation. »
Dès que le chasseur 42 s'éloigne, les soutes explosent et le bâtiment coule, le 24 mai à 3 heures. 28 marins ont trouvé la mort.
Avec l’Orage, ce sont six torpilleurs de « 1.500 tonnes », qui furent perdus durant l’Opération Dynamo : la Bourrasque, le Siroco, l’Adroit et le Foudroyant. Le Cyclone l'étrave arraché par une torpille réussit à regagner Brest où il se saborda le 18 juin 1940.